# NaCl (бібліотека)
NaCl (англ. Networking and Cryptography library) - «проста у використанні, високошвидкісна програмна бібліотека для мережевих комунікацій, шифрування, дешифрування, підписів і т.п.».
Бібліотека була створена математиком і програмістом Деніелом Бернштайном, який відомий більше як творець qmail і Curve25519. До ядра команди також входять Таня Ланге й Пітер Швабе. Проектуючи та реалізовуючи бібліотеку розробники намагались «уникнути різноманітних криптографічних катастроф, що сталися із попередніми криптографічними бібліотеками, такими як OpenSSL».

## Базові функції

### Криптосистема з відкритим ключем
- Аутентифікаційне шифрування з використанням Curve25519[en], Salsa20 і Poly1305[en]
- Електронні підписи з використанням  EdDSA[en]
- Прийняття ключа за допомогою Curve25519[en]

### Криптосистема із закритим ключем
- Аутентифікаційне шифрування з використанням Salsa20 і Poly1305[en]
- Шифрування за допомогою Salsa20 або Advanced Encryption Standard AES
- Аутентифікація за допомогою механізму HMAC — SHA-512-256
- Одноразова аутентифікація за допомогою Poly1305[en]

### Низькорівневі функції
- Гешування за допомогою SHA-512 або SHA-256[8]
- Порівняння рядків[9]

## Реалізації
Еталонна реалізація написана на Сі з ассемблерними вставками. Для C++ і Python написані обгортки.
NaCl має прив'язки для різних мов, таких як PHP, є основою для Libsodium [⇨].

## Альтернативні реалізації
- англ. Libsodium — переносна кросплатформена сумісність з API версія NaCl[12]
- англ. TweetNaCl — зменшена бібліотека на Сі, вміщується в 100 твітів (близько 14000 символів), також сумісна з API[13]
- англ. NaCl for Tcl — порт на Tcl[14]
- англ. NaCl for JavaScript — порт TweetNaCl на JavaScript[15]